# Zbigniew Kaszkur
Zbigniew Marian Kaszkur (ur. 23 stycznia 1927 w Warszawie, zm. 22 lipca 1999 tamże) – polski autor tekstów piosenek, poeta (autor fraszek, limeryków, wierszy dla dorosłych i dla dzieci), satyryk, scenarzysta, publicysta, także dziennikarz.

## Życiorys

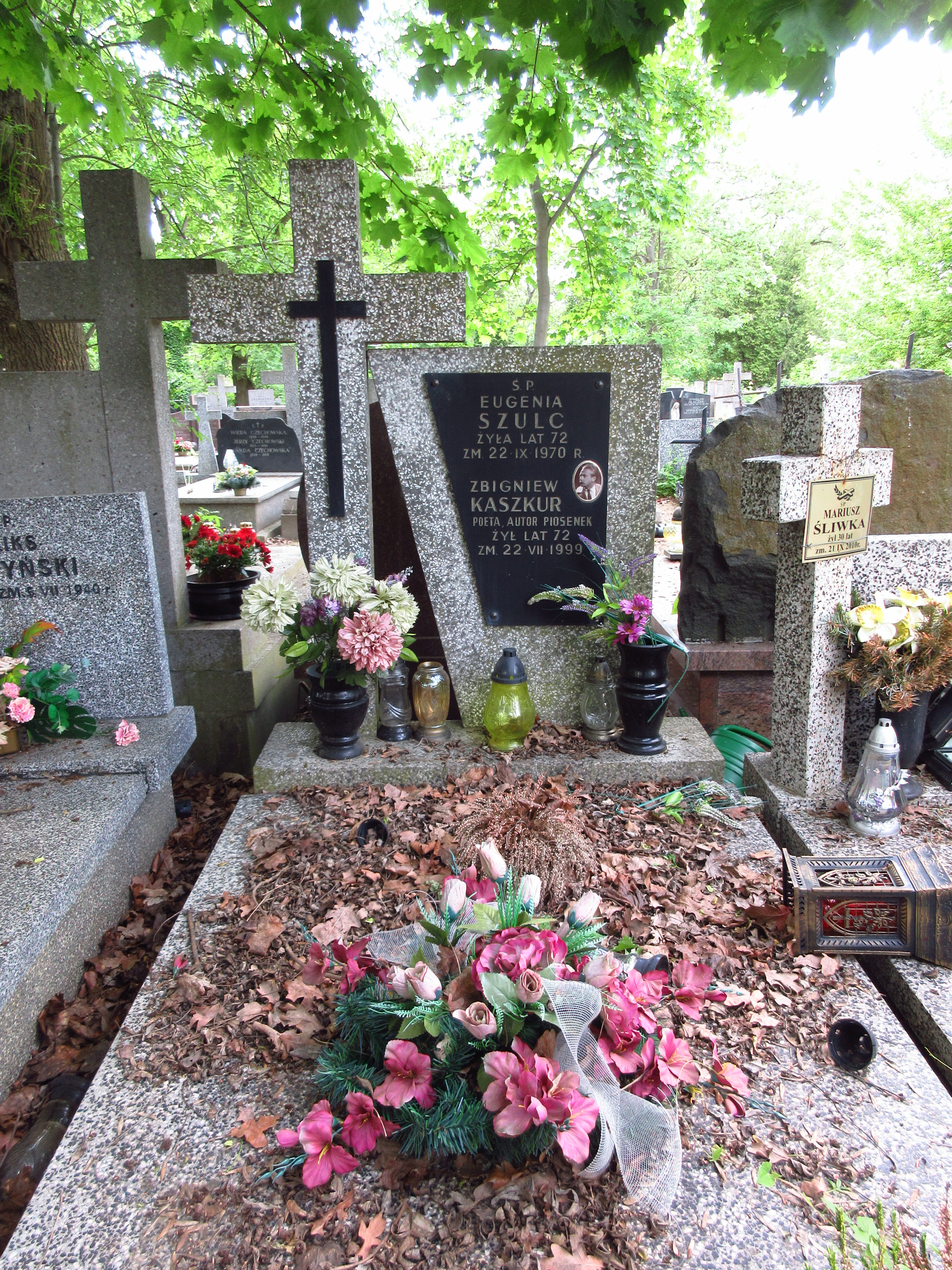
Grób Zbigniewa Kaszkura na cmentarzu Bródnowskim

Ukończył studia na Wydziale Elektroniki Politechniki Warszawskiej. Zadebiutował jako satyryk na początku lat 50. w tygodniku „Mucha”, później jego utwory drukowano także w „Szpilkach”. Do jednego z tekstów tam zamieszczonych, wiersza „Piosenka prawie miłosna”, Władysław Radny dopisał muzykę i w ten sposób Kaszkur stał się tekściarzem. Wiele z jego piosenek powstało we współpracy ze Zbigniewem Zapertem, pierwszą była „Piosenka dla nieznajomej”. Kolejną spółką autorską była współpraca ze Zbigniewem Adrjańskim sygnowana pseudonimem Marta Bellan.
Piosenki z tekstami Zbigniewa Kaszkura usłyszeć można w wykonaniu m.in. takich artystów jak: Mieczysław Fogg, Janusz Gniatkowski, Bożena Grabowska, Waldemar Kocoń, Helena Majdaniec, Czesław Niemen, Jerzy Połomski, Hanna Rek, Rena Rolska, Ada Rusowicz, Irena Santor, Violetta Villas, Tadeusz Woźniakowski, Natasza Zylska, Halina Żytkowiak, a także zespołu Trubadurzy. W sumie jest autorem kilku tysięcy piosenek. Pochowany na cmentarzu Bródnowskim (kwatera 112S-5-7). 

## Wybrane teksty
- Raduj się, kto może – tom utworów satyrycznych

### Teatr
- Podróż – scenariusz widowiska estradowego
- Polskie niebo – scenariusz widowiska estradowego
- Potyczki z Amorem – sztuka teatralna

### Piosenki
Napisane ze Zbigniewem Adrjańskim
- „Duży błąd” (muz. C. Niemen)
- „Luba Luboczka” (muz. Krzysztof Krawczyk)
- „Nie ocieraj łez” (muz. H. Żytkowiak)
- „Płonąca stodoła” (muz. C. Niemen)

Napisane ze Zbigniewem Zapertem
- „Chociaż raz powiedz «nie»” (muz. Marek Sart)
- „Ja mam to już za sobą” (muz. Stefan Rembowski)
- „Marzenia dziewcząt” (muz. Edward Czerny)
- „Mexicana” (muz. W. Pawelec)
- „Miałeś wtedy słomkowy kapelusz” (muz. Władysław Szpilman)
- „Może już dziś” (muz. J. Czekalla)
- „Nie chcę być sama” (muz. Zygmunt Karasiński)
- „Nie ma taty, nie ma mamy” (muz. T. Margot)
- „Nie oczekuję dziś nikogo” (muz. Derwid)
- „On za mną lata” (muz. J. Czekalla)
- „Piosenka dla nieznajomej” (muz. Jerzy Harald)
- „Recepta na szczęście” (muz. M. Radzik)
- „Szczęście mieszka w tobie” (muz. Franciszka Leszczyńska)
- „Wakacyjna miłość" (muz. Andrzej Korzyński)
- „Wciąż ci trzeba podpowiadać” (muz. A. Korzyński)
- „Wszystko się liczy od ciebie” (muz. P. Leśnica)

Teksty napisane samodzielnie
- „Filatelista mimo woli” (muz. M. Radzik)
- „Gdzie te dziewczyny” (muz. Z. Korepta)
- „Jacy śmieszni zakochani” (muz. T. Prejzner)
- „Jeszcze jesteś” (muz. Romuald Żyliński)
- „Przyjdzie czas na miłość” (muz. E. Sojka)
- „Senne, stare uliczki” (muz. Edward Pałłasz)
- „Zgubiłem twój list” (muz. P. Leśnica)
- „Znów minął lata jeden dzień” (muz. R. Żyliński)